# Jelizawietowka (obwód kurski)
Jelizawietowka (ros. Елизаветовка) – wieś (ros. деревня, trb. dieriewnia) w zachodniej Rosji, w sielsowiecie kulbakińskim rejonu głuszkowskiego w obwodzie kurskim.

## Geografia
Miejscowość położona jest nad ruczajem Mużyca, 6,5 km od centrum administracyjnego sielsowietu kulbakińskiego (Kulbaki), 17,5 km od centrum administracyjnego rejonu (Głuszkowo), 117 km od Kurska.

## Demografia
W 2010 r. miejscowość zamieszkiwało 261 osób.